# Jenkins
Jenkins е сървър за автоматизация с отворен код. Той спомага за автоматизирането на части от софтуерната разработка, свързани с компилирането, тестването и инсталирането, улеснявайки непрекъснатата интеграция и непрекъснатата доставка. Представлява сървърна система, която използва сървлет контейнери като Apache Tomcat. Поддържа контрол на версиите (например чрез Git) и може да изпълнява проекти, базирани на Apache Ant и Apache Maven, както и произволни шел скриптове.
Първоначално проектът се нарича Hudson, но през 2011 г. е преименуван след възникнал спор с Oracle, които вече са форкнали проекта и настояват за права върху името му. Форкът Hudson на Oracle е разработван още известно време, преди да бъде дарен на Eclipse Foundation. Той вече не се разработва.
Сигурността на Jenkins зависи от два фактора: контрол на достъпа и защита от външни заплахи. Контролът на достъпа може да бъде настроен по два начин: чрез удостоверяване и оторизация. Предлага се и защита от външни заплахи като CSRF атаки и зловредни билдове.